# Copidosoma jucundum
Copidosoma jucundum är en stekelart som beskrevs av Kazmi och Hayat 1998. Copidosoma jucundum ingår i släktet Copidosoma och familjen sköldlussteklar. Inga underarter finns listade i Catalogue of Life.